# NGC 1621
NGC 1621 est une galaxie elliptique située dans la constellation de l'Éridan. NGC 1621 a été découverte par l'astronome américain Lewis Swift en 1886. Cette galaxie a aussi été observée par l'astronome américain Francis Leavenworth en 1886 et elle a été ajoutée au New General Catalogue sous la désignation NGC 1626.

## Caractéristiques
Sa vitesse par rapport au fond diffus cosmologique est de 4 430 ± 27 km/s, ce qui correspond à une distance de Hubble de 65,3 ± 4,6 Mpc (∼213 millions d'al).
À ce jour, une mesure non basée sur le décalage vers le rouge (redshift) donne une distance d'environ 75,400 Mpc (∼246 millions d'al). Cette valeur est légèrement à l'extérieur des valeurs de la distance de Hubble. Notons cependant que c'est avec la valeur moyenne des mesures indépendantes, lorsqu'elles existent, que la base de données NASA/IPAC calcule le diamètre d'une galaxie et qu'en conséquence le diamètre de NGC 1621 pourrait être d'environ 25,1 kpc (∼81 900 al) si on utilisait la distance de Hubble pour le calculer.